# بولشویه یاروویه
بولشویه یاروویه (روسی: Большое Яровое) یک دریاچه در سرزمین آلتای کشور روسیه است..